# Feia dabra
Feia dabra är en fiskart som beskrevs av Richard Winterbottom 2005. Feia dabra ingår i släktet Feia och familjen smörbultsfiskar. Inga underarter finns listade i Catalogue of Life.